# Amphipoea nigrescens-albo
Amphipoea nigrescens-albo là một loài bướm đêm trong họ Noctuidae.